# Roland Hattenberger
Roland Hattenberger (7 de dezembro de 1948) é um ex-futebolista austríaco. Ele competiu na Copa do Mundo FIFA de 1982, sediada na Espanha, na qual a seleção de seu país terminou na oitava colocação dentre os 24 participantes.